# Peperga

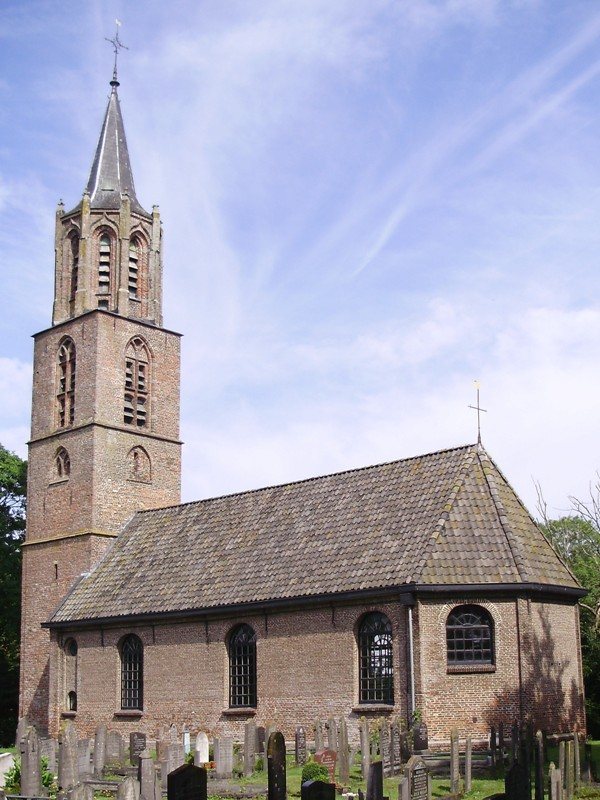
Pieter Stuyvesantkerk

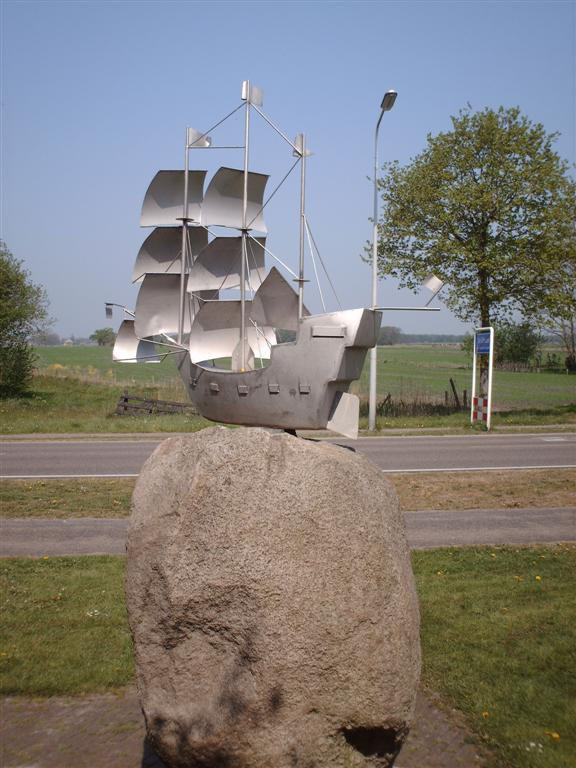
Gedenkteken voor Pieter Stuyvesant in Peperga

Peperga (Stellingwerfs: Peperge, Fries: Pepergea, [’pe:prɡɪ.ə]) is een dorp in de gemeente Weststellingwerf, in de zuidoosthoek van de Nederlandse provincie Friesland.
Het is gelegen ten oosten van Wolvega, tussen De Blesse en Steggerda in. Onder het dorp valt ook deel van de buurtschap Overburen. In 2023 kende het dorp 100 inwoners.

## Naam
Peper is de volksnaam voor de mattenbies. In deze betekenis is het woord 'peper' verwant met het oude woord 'peep' of 'pepe' dat riet- of strohalm betekent. Dit gewas had een grote betekenis vanwege het veelvuldig gebruik voor bind- en vlechtwerk om stoelen te matten en het vlechten van tassen en manden. Het groeide langs de riviertjes in de omgeving, waaronder de Linde. In oude geschriften wordt de naam geschreven als Peperghoe. "Ghoe" is een oude benaming voor streek of landschap. Hierdoor staat het geheel voor "landschap van biezen" of "biezenstreek".

## Geschiedenis

### Spoorlijn
In 1865 werd begonnen met de aanleg van een spoorlijn tussen Zwolle en Leeuwarden. Deze kwam aan de westkant van Peperga te liggen en splitste het dorp in tweeën. Een aantal jaren later werd besloten het gedeelte westelijk van de spoorlijn tot aan de Steenwijkerweg voortaan bij De Blesse te rekenen. Deze splitsing is eind jaren tachtig extra versterkt met de aanleg van een autosnelweg aan de oostkant van het spoor.
Tot 5 januari 1941 had Peperga een eigen treinstation dat op 15 januari 1868 in gebruik was genomen. Station Peperga werd naast passagiersvervoer gebruikt voor het exporteren van rotan uit Noordwolde. Begin jaren zeventig werd het station afgebroken. Tegenwoordig is de plek gemarkeerd door een onderstation van de Nederlandse Spoorwegen.

### Pieter Stuyvesant
Pieter Stuyvesant is hoogstwaarschijnlijk in Peperga geboren. Hij was de zevende directeur-generaal van de kolonie Nieuw-Nederland, waarvan Nieuw-Amsterdam de hoofdplaats was. Na zijn bewindvoering werd het gebied aan de Engelsen overgedragen en de stad New York genoemd. In Peperga is een monument voor deze historische figuur te vinden, een zwerfkei waarop een model van het schip waarmee hij in Amerika aankwam is gemonteerd.

## Pieter Stuyvesantkerk
De Pieter Stuyvesantkerk is een in oorspronkelijk 1537 gebouwde Nederlands-hervormde kerk in Gotische stijl, waar in 1611 of 1612 Petrus Stuyvesant zou kunnen zijn gedoopt. Hij was de zoon van de plaatselijke predikant. Er is onduidelijk over de doop, omdat het doopboek van de kerk verloren is gegaan.
In 1810 is vanwege een brand op dezelfde plaats een nieuwe kerk gebouwd. De toren bleef bij de brand wel behouden. De kerk is gesloten voor de eredienst en najaar 2001 verkocht. De kerk kwam in handen van Folkert Munsterman, voormalig bandlid van Mannenkoor Karrespoor. Deze zou de kerk verbouwen tot restaurant, maar dit stuitte op weerstand. In 2007 werd de kerk opnieuw verkocht. Het slecht functionerende Van der Molen-orgel uit 1912 is verwijderd en in 2007 vervangen door het Proper-orgel (1903) uit de gereformeerde kerk van Woldendorp. De nieuwe eigenaar doopte de kerk om tot Pieter Stuyvesant Kerk. Het gebouw was beschikbaar voor verschillende doeleinden. In 2012 kwam het gebouw opnieuw te koop te staan en is in 2014 verkocht.
Sinds juni 2020 bestaat de mogelijkheid om in de kerk te overnachten. De organisatie Heilige Nachten verzorgd deze overnachtingen.

## Ligging
Peperga ligt aan de A32 tussen Wolvega en Steenwijk, en kenmerkt zich door uitgestrekte landerijen, vrijstaande woningen, een aantal bedrijfjes en een kerk. Er zijn circa 35 woningen te vinden waarvan de meeste staan aan de Pepergaweg. Het openbaar vervoer biedt haltes in de nabijgelegen dorpen Steggerda en De Blesse.

## Straten
- Bovenweg
- Buitenweg
- Catspolderpad
- Domeinenweg
- Engelsesteeg
- Heideweg
- Lindepad
- Overburen
- Pepergaweg

## Bevolking
- 1954 - 378
- 1959 - 370
- 1964 - 328
- 1969 - 286
- 1974 - 150
- 2008 - 90
- 2016 - 82
- 2017 - 85
- 2019 - 85
- 2021 - 90
- 2023 - 100

## Dorpsvereniging
Peperga heeft op 10 december 1864 samen met De Blesse een dorpsvereniging opgericht onder de naam Plaatselijk Belang De Blesse-Peperga “tot Nut en Genoegen”, en bestaat momenteel uit vier commissies.

## Bezienswaardigheden
- Monument ter herinnering aan de bijzondere historische figuur Pieter Stuyvesant, die hier geboren is.
- Bijzonder kerkgebouw uit de 16e eeuw, welke op de lijst van rijksmonumenten staat.
- De oude spoorbrug over De Linde, welke op de lijst van rijksmonumenten staat.
- Catspolder vlak bij de Lindevallei. De catspolder is sinds 2010 per fiets te bereiken doordat er een fietspad is aangelegd vanaf het Lindepad/Domeinenweg naar Peperga t.h.v. de kerk.
- Grondwatermeter bij de Lindevallei